# Wiadomości Brukowe
„Wiadomości Brukowe” – polski tygodnik satyryczny wydawany w latach 1816–1822 w Wilnie, od 1817 organ Towarzystwa Szubrawców.
Podstawowym zadaniem pisma było krzewienie idei i tradycji okresu oświecenia, zwłaszcza równości społecznej, a zarazem wyszydzanie ciemnoty i sarmackich tradycji polskiej szlachty.
Pismo zostało zamknięte przez rosyjską cenzurę w 1822. W 1830 podjęto próbę kontynuacji „Wiadomości Brukowych” pod nowym tytułem „Bałamut”, wydawanym w Petersburgu, który przetrwał do 1836.